# James Hay, Lord Hay

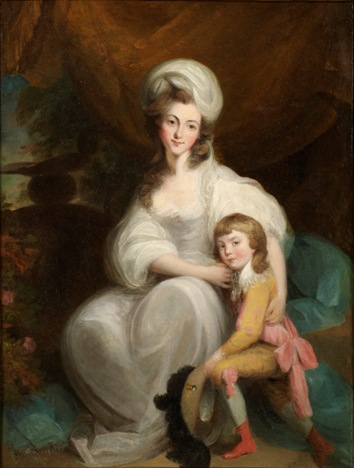
James Hay, Lord Hay, mit seiner Mutter, 1800

James Hay, Lord Hay (geborener Carr, * 7. Juli 1797; † 16. Juni 1815 bei Quatre-Bras) war ein schottisch-britischer Adliger und Offizier.
James entstammte dem Clan Hay und war der älteste Sohn des Hon. William Carr, aus dessen zweiter Ehe mit Alicia Eliot. Sein Vater war der zweite Sohn des James Hay, 15. Earl of Erroll, und hatte als designierter Erbe seiner Mutter Isabella Carr 1795 den Familiennamen „Carr“ angenommen. Als der ältere Bruder seines Vaters, George Hay, 16. Earl of Erroll, 1798 kinderlos starb, erbte James’ Vater dessen Adelstitel als 17. Earl of Erroll und die Chiefwürde des Clan Hay und änderte den Familiennamen zurück zu „Hay“. Als Heir apparent seines Vaters führte er James daraufhin den Höflichkeitstitel Lord Hay.
Am 21. Oktober 1813 trat er als Ensign des 1st Regiment of Foot Guards in die British Army ein. Als Aide-de-camp von General Sir Peregrine Maitland nahm er 1815 an der Bekämpfung von Napoleons Sommerfeldzug teil und fiel dort im Alter von nur siebzehn Jahren bei seinem ersten Gefecht in der Schlacht bei Quatre-Bras. 
Da er unverheiratet und kinderlos vor seinem Vater starb, fielen dessen Adelstitel 1819 an James’ jüngeren Bruder William Hay als 18. Earl of Erroll.

## Trivia
Im italienisch-sowjetischen Historienfilm Waterloo von 1970 wurde Lord Hay durch den britischen Schauspieler Peter Davies porträtiert.